# Nguyễn Duy Thái
Nguyễn Duy Thái (1914-1995), là một sĩ quan cấp cao trong Quân đội nhân dân Việt Nam, hàm Thiếu tướng, nguyên Tổng Giám đốc các xưởng Quân giới, Cục phó rồi Cục trưởng Cục Quân giới, Cục trưởng Cục Quản lý Công nghiệp trực thuộc Tổng cục Hậu cần, Phó Chủ nhiệm Tổng cục Hậu cần, Phó Chủ nhiệm Tổng cục Kỹ thuật.  Ngoài ra, ông còn từng là Thứ trưởng Bộ Cơ khí Luyện kim, Thứ trưởng Bộ Lao động, Đại biểu Quốc hội khóa 3.

## Thân thế
Ông sinh ra và lớn lên tại làng Phương Lưu, huyện Hải An, nay thuộc phường Đông Hải, quận Hải An, thành phố Hải Phòng. Quê gốc tại thôn Đông Linh, huyện Phủ Dực, nay thuộc xã An Bài, huyện Quỳnh Phụ, tỉnh Thái Bình. Bố ông, cụ Nguyễn Duy Rậu, do hoàn cảnh gia đình khó khăn đã chuyển ra thành phố cảng mưu sinh từ năm 1909. 
Khi còn đi học, ông là một học sinh thông minh, hiếu học của Trường An Dương rồi Trường Bonnal (nay là Trường Trung học phổ thông Ngô Quyền, Hải Phòng). Nhà nghèo, đông con nên bố mẹ dồn sức cho ông, con cả. Để phụ giúp gia đình, ngoài giờ đi học, ông còn làm thêm nhiều công việc tăng gia như bắt tôm, bắt cá. Học giỏi, luôn đứng đầu lớp. 
Năm 1929, ông thi và đỗ vào Trường Kỹ nghệ Hải Phòng. Có năng khiếu về các môn khoa học, đặc biệt là toán nên ông được chọn vào học thiết kế cơ khí. Đứng đầu lớp năm thứ nhất và năm thứ hai, kết thúc năm thứ ba thi tốt nghiệp đứng đầu Trường, "Một học sinh xuất sắc giỏi toàn diện" là lời nhận xét của thầy chủ nhiệm người Pháp ghi trong học bạ của ông. 

## Sự nghiệp
Năm 1932, Nguyễn Duy Thái trúng tuyển viên chức, được nhận vào làm việc ở ngành hoả xa. 
Năm 1933, ông đăng ký theo học lớp hàm thụ đại học của Trường Eyrolle (Pháp) chuyên ngành kỹ sư thiết kế cơ khí.  
Cuộc khủng hoảng kinh tế Thế giới những năm 1935 - 1936 đã ảnh hưởng xấu tới công việc của nhiều người, riêng ông bị mất việc vào đúng thời điểm vừa lập gia đình, phải lang thang tìm việc ở Hà Nội, Vinh, Quy Nhơn, rồi sang tận Lào làm thuê gần một năm.  
Năm 1936, khi tình hình kinh tế trở lên ổn định, ông lên đường về nước, suýt bỏ mạng dọc đường vì bệnh sốt rét ác tính. May thay, lúc đó ông gặp nhà Cách mạng Trần Danh Tuyên, được giúp đỡ cho nên mới có thể về đến Hải Phòng đoàn tụ cùng gia đình. 
Cuối năm 1936, nhờ có nhận xét tốt trong học bạ, Nguyễn Duy Thái được nhận vào làm kỹ thuật viên Nhà máy Đóng tàu Ca-rông tại Hải Phòng. Năng lực làm việc tốt lại cần cù, nên sau một thời gian ngắn, lương tháng của ông chỉ đứng sau kỹ sư trưởng người Nhật. 
Năm 1938, thầy giáo Camboulive dạy nghề cho ông trước đây, được bổ nhiệm làm Hiệu trưởng Trường Bách nghệ Hà Nội (số 2F Quang Trung ngày nay) đã mời ông về dạy kỹ thuật chuyên môn cho học sinh năm thứ hai và năm thứ ba niên khoá 1938-1939. 
Chiến tranh thế giới lần thứ 2 bùng nổ, do bí mật vận động thanh niên không đi lính cho Pháp, Nguyễn Duy Thái bị mật thám tình nghi, gọi chất vấn. Đúng lúc đó thì giám đốc nhà máy Ca-rông có thư mời ông về làm kỹ sư trưởng thay người Nhật đã bỏ việc. Vừa làm, vừa tiếp tục học hàm thụ đại học, cuối năm 1941, ông mới chính thức thi đậu bằng kỹ sư thiết kế cơ khí của Trường Eyrolle, hưởng lương 120 đồng/ tháng. 
Chủ Nhà máy Dancette ở Hải Phòng từ lâu đã khâm phục tài năng của Nguyễn Duy Thái, nhân việc thay đổi giám đốc ở Ca-rông, đã mời ông về làm kỹ sư trưởng với mức lương gấp đôi (240 đồng/ tháng). Thời gian này, ông góp vốn với bạn bè để thành lập Công ty "Phương xa" của riêng người Việt, chế tạo que hàn và ca-nô, đồng thời tham gia Hội ái hữu, truyền bá tư tưởng yêu nước, độc lập dân tộc.
Tháng 8 năm 1943, Nguyễn Duy Thái bị bắt khi đang cùng bạn bè hát Quốc tế ca. Chủ Nhà máy Dancette lo mất kỹ sư chủ chốt, đã tìm cách bảo lãnh cho ông được trả tự do. Cơ quan an ninh Pháp đồng ý với điều kiện ông phải bị quản thúc tại nhà, không được rời Hải Phòng.
Tháng 8 năm 1945, ông tham gia giành chính quyền tại thành phố Cảng và được cử làm Phó chủ tịch Ủy ban Kỹ nghệ Hải Phòng. 
Tháng 12 năm 1945, Nguyễn Duy Thái được kết nạp vào Đảng Cộng sản Việt Nam. 
Tháng 8 năm 1946, trước nguy cơ chiến tranh lan rộng ra cả nước, Nguyễn Duy Thái được điều sang Quân đội, công tác trong ngành quân giới non trẻ. Thực hiện chủ trương của Trung ương Đảng CSVN, từ cuối tháng 10 năm 1946, tất cả các binh công xưởng sản xuất, sửa chữa vũ khí thuộc Vệ quốc đoàn, do Cục Chế tạo Quân giới quản lý. Ông được Chủ tịch Hồ Chí Minh và Trung ương Đảng CSVN bổ nhiệm làm Tổng giám đốc các binh công xưởng. 
Ngày 4 tháng 2 năm 1947, Cục Chế tạo Quân giới đổi tên thành Cục Quân giới, cơ quan được kiện toàn thành 3 nha và một phòng. Trong đó, Nha Giám đốc binh công xưởng do Nguyễn Duy Thái làm Giám đốc.  
Năm 1951, ông là Cục phó Cục Quân giới. 
Năm 1960 là Cục trưởng Cục Quân giới.
Năm 1964, ông là Cục trưởng Cục Quản lý Công nghiệp trực thuộc Tổng cục Hậu cần
Năm 1968, ông là Phó Chủ nhiệm Tổng cục Hậu cần.
Tháng 10 năm 1969, ông chuyển ngành sang làm Thứ trưởng Bộ Cơ khí Luyện kim, rồi Thứ trưởng Bộ Lao động
Tháng 4 năm 1978, ông được điều trở lại Quân đội giữ chức vụ Phó Chủ nhiệm Tổng cục Kỹ thuật.
Năm 1989, ông nghỉ hưu.
Thiếu tướng (1985)

## Khen thưởng
Huân chương Độc lập hạng Nhất
Huân chương Quân công hạng Nhất
Huân chương Chiến thắng hạng Nhất
Huân chương Kháng chiến (chống Pháp) hạng Nhất
Huân chương Chiến thắng hạng Nhất
Huân chương Kháng chiến chống Mỹ cứu nước hạng Nhất
Huân chương Chiến công hạng Nhất